# Wądolno
Wądolno czes. Jasný potok – potok górski w północnych Czechach i południowo-zachodniej Polsce w woj. dolnośląskim na Pogórzu Zachodniosudeckim, w Obniżeniu Żytawsko-Zgorzeleckim.
Górski potok, o długości około 5,270 km, prawy dopływ Jaśnicy, jest ciekiem V rzędu należącym do dorzecza Odry, zlewiska Morza Bałtyckiego.

## Charakterystyka
Źródło potoku położone jest w Czechach na wysokości ok. 520 m n.p.m. na południowo-zachodnim zboczu wzniesienia Lysý vrch, na południowy wschód od dzielnicy Bogatyni Markocice. W części źródliskowej, potok przez niewielki odcinek płynie w kierunku północno-zachodnim szeroką, płytko wciętą doliną, na zachodnim zboczu wzniesienia Lysý vrch. Po kilkudziesięciu metrach potok szerokim łukiem skręca na północ w kierunku granicy polsko-czeskiej, gdzie po przepłynięciu ok. 1,120 km przy znakach granicznych nr. IV/133/4-133/5 opuszcza terytorium Czech i wpływa na obszar Polski i płynie w kierunku ujścia, gdzie w Bogatyni na wysokości ok. 195 m n.p.m. uchodzi do Jaśnicy. Zasadniczy kierunek biegu potoku jest północno-zachodni. Jest to potok górski odwadniający południowo-wschodnią część Pogórza Zachodniosudeckiego. Potok częściowo uregulowany w większości swojego biegu płynie wśród terenów niezabudowanych. Brzegi częściowo zadrzewione, koryto potoku kamienisto-żwirowe słabo spękane, dno bez roślin. Potok charakteryzuje się dużymi nie wyrównanymi spadkami podłużnymi.

## Inne
- Potok należy do Regionu Wodnego Górnej Odry, w zlewni rzeki Nysy Łużyckiej.
- Wądolno jest największym dopływem Jaśnicy.

## Ciekawostki
- Na niektórych czeskich potok nosi nazwę Jaśnica, lub Ślad. Wg Region. Zarz. Gospodar. Wodnej potok nosi nazwę Wądolno[5].
- Pierwotna nazwa potoku Ślad wywodziła się z niem. Schlade wg historyków języka ma pochodzenie słowiańskie. Pierwotna nazwa brzmiała prawdopodobnie Sletka, albo Zletka obecni  potok nazywa się Wądolno. Nad potokiem znajduje się zagospodarowany teren z miejscem na ognisko i grilla.

## Dopływy
- Przepiórka

Kilka bezimiennych strumieni i potoków mających źródła na zboczach przyległych wzniesień.

## Miejscowości nad rzeką
Jasna Góra, Bogatynia.